# Греки в Армении
Греки в Армении (греч. Έλληνες στην Αρμενία, арм. Հույները Հայաստանում).
Греки и армяне имеют давние культурные, религиозные и политические отношения, восходящие ещё к античности, и усилившиеся при Византийской и Османской империях. Эти связи укрепляются также существующей диаспорой армян в Греции.

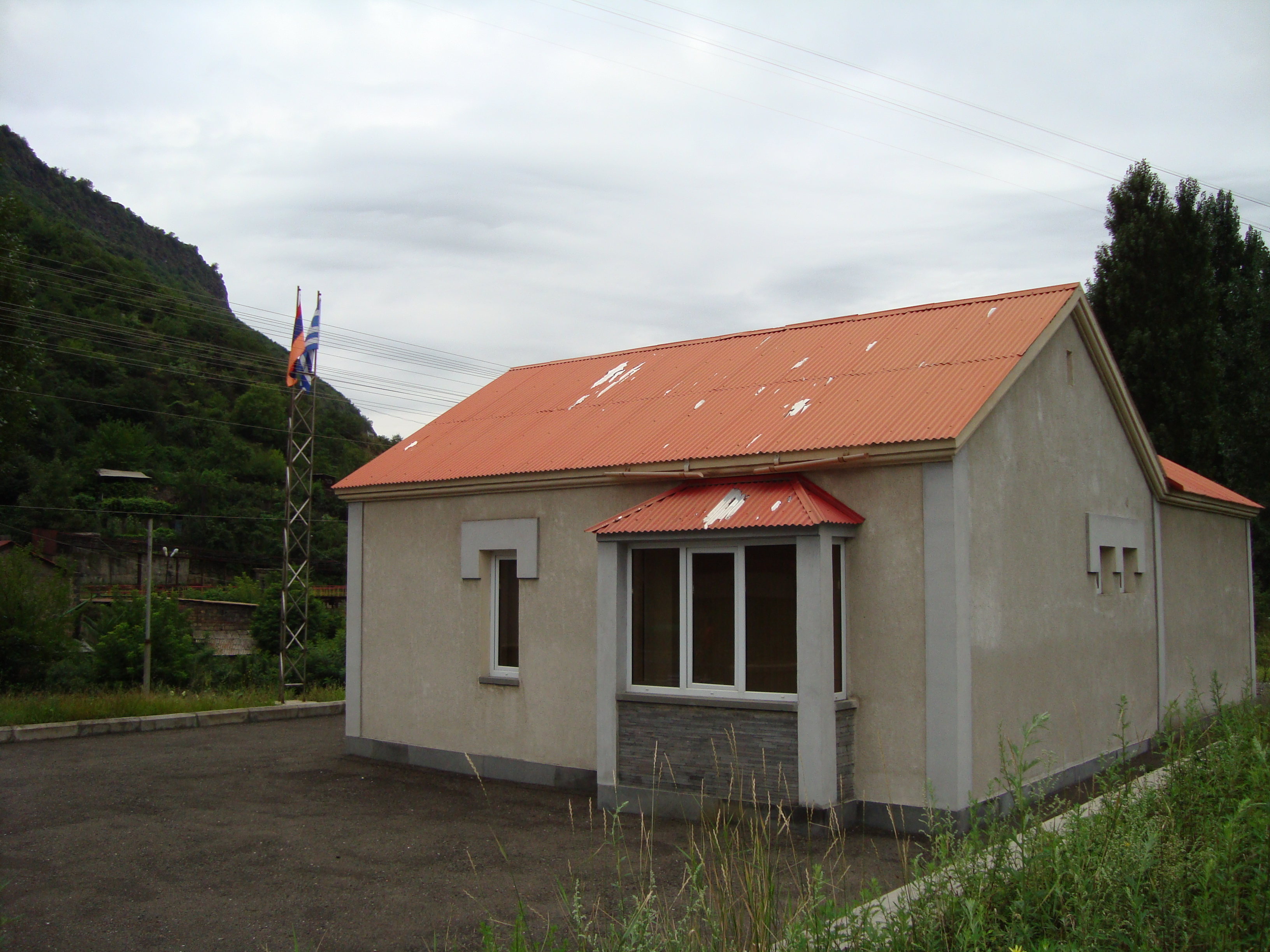
Здание греческой общины в Алаверди

## Происхождение
Большинство греков Армении — потомки понтийских греков, которые первоначально жили на побережье Чёрного моря.

## История
Греки жили на территории Армянского нагорья во время правления Тиграна Великого, когда последний переселил их из Киликии в Тигранакерт. Однако в 1760-х годах произошел большой приток греков, когда по приглашению царя Ираклия большое количество греческих горняков переехало из Османской империи и поселилось в районах Армении, находящихся под влиянием Грузии.

## Современность

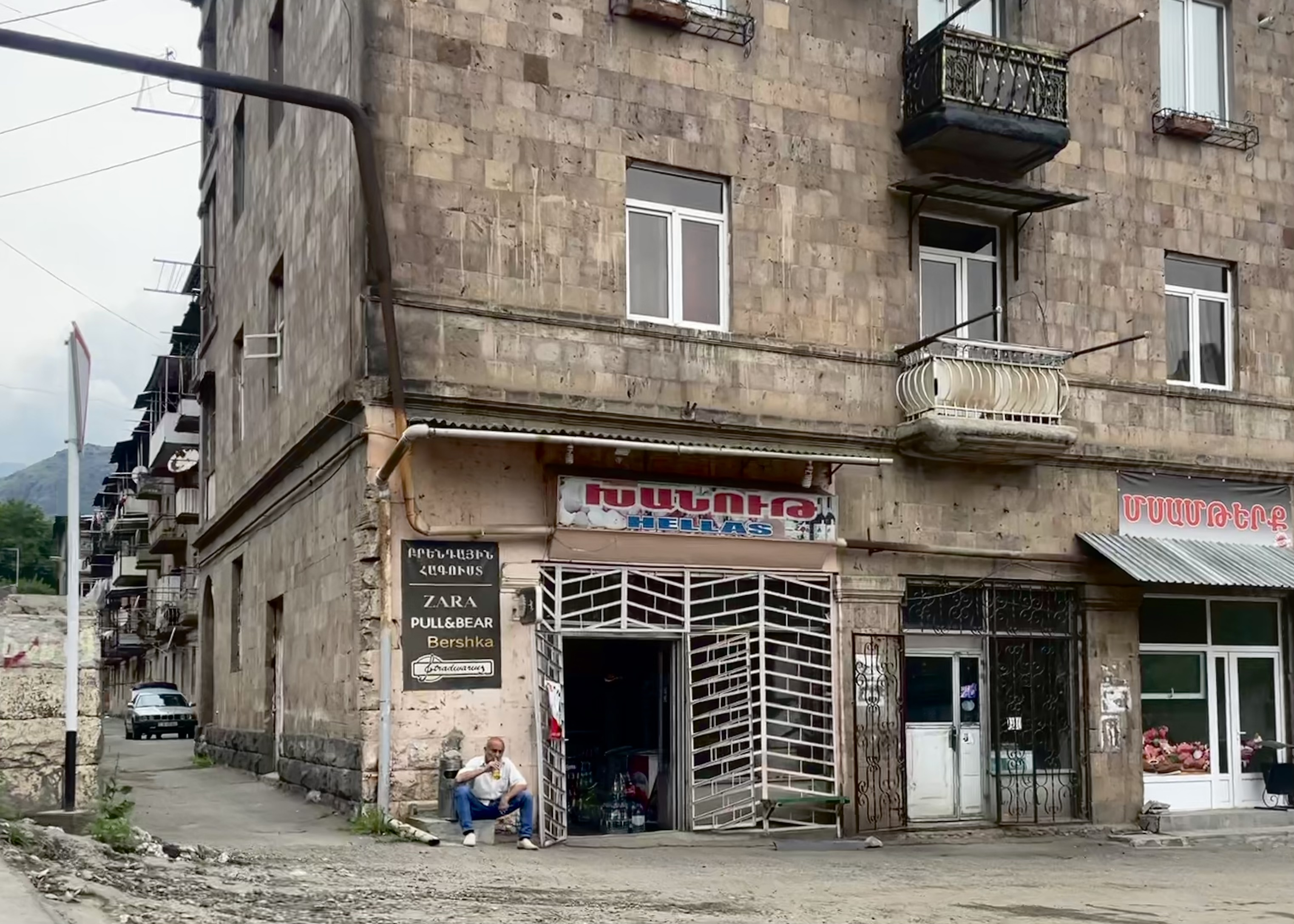
Продуктовый магазин Hellas (самоназвание Греции) в Алаверди

В сегодняшней Армении несколько деревень с относительно большим процентом греков находятся в регионе вдоль северной границы Армении с Грузией, в северной части Лорийской области. Наибольшие греческие общины находятся в Алаверди и Ереване. Также есть общины в Ванадзоре, Гюмри, Степанаване, Ноемберяне, Анкаване и Ягдане. Сегодня в Армении по официальным данным около 1800 греков, хотя по заявлениям греческой диаспоры в Армении, есть около 4000 людей, имеющих греческое происхождение. Существует эмиграция в другие республики бывшего Советского Союза и Грецию по экономическим причинам.

## Церковь
В настоящее время в Анкаване находится греческая церковь «Агиос Георгиос». В XIX веке в Гюмри также действовала греческая церковь, а в 1865 году греческие предприниматели Капана Кондуровы построили церковь Св. Хараламбоса, которую местные жители называли «Церковью греков». Церковь существует и сегодня, но находится в полуразрушенном состоянии.